# Vrbovec (Trebnje, Slovenija)
Vrbovec je naselje u slovenskoj Općini Trebnju. Vrbovec se nalazi u pokrajini Dolenjskoj i statističkoj regiji Jugoistočnoj Sloveniji. 

## Stanovništvo
Prema popisu stanovništva iz 2002. godine naselje je imalo 113 stanovnika.